# جسیارا
جسیارا (به پرتغالی: Jaciara) یک منطقهٔ مسکونی در برزیل است که در ماتو گروسو واقع شده است. جسیارا ۲۷٬۸۰۷ نفر جمعیت دارد و ۳۶۴ متر بالاتر از سطح دریا واقع شده است.